# Trancemaster
Trancemaster war eine Trance-Compilation-Reihe von Vision Soundcarriers im Vertrieb von Rough Trade. Die erste CD wurde im Jahr 1992 veröffentlicht. Die letzte Ausgabe (Vol. 76) erschien im Mai 2012. Die Trancemaster-Reihe war somit eine der ältesten und bis dahin am längsten am Markt erhältlichen Trance-Compilations. Die Produzenten sahen sich laut eigenen Angaben durch die anhaltenden Raubkopien dazu gezwungen, keine weiteren Ausgaben zu veröffentlichen.

## Besonderheiten
Eine Besonderheit ist, dass sich die Titel weitgehend in voller Länge auf den meistens zwei CDs (Doppel-CD) befinden. Es sind auch keine Mix-CDs wie z. B. Tunnel Trance Force, bei denen die Titel ineinander übergehen. Jedoch gibt es auch ein paar Ausgaben mit drei CDs, bei denen die dritte CD einen DJ-Megamix der ersten beiden CDs darstellt. Dies ist der Fall bei Ausgabe 20, 21 und 22. Eine weitere Ausnahme bilden die Trancemaster Goahead XL Mix CDs.
Ab Ausgabe 24 wurde die Darstellung der Nummerierung geändert: durch Einfügen zweier Nullen in der Mitte wurde 24 zu 2004, 25 zu 2005 und so weiter.
Die Titelauswahl setzt sich meist zusammen aus vielen bisher unveröffentlichten Titeln, auch von weniger bekannten Produzenten, und einigen bekannteren Vertretern des Trance. Die Stilrichtung reicht von Progressive Trance über Dutch Trance bis hin zu Hard Trance. Die frühen Ausgaben enthalten zudem viel Goa-Trance.
„HandsUp“-Produktionen aus den Charts, die von einigen Konkurrenz-Compilations meist fälschlicherweise als „Trance“ vermarktet werden, sind auf den Trancemaster-CDs nicht zu finden.
Neuere Ausgaben können auch im Format MP3 gekauft und heruntergeladen werden, wobei sich die Titelanzahl und die Interpreten teilweise von der regulären CD-Ausgabe unterscheiden.

## Sonderausgaben
Jubiläums-CDs wie z. B. Ausgabe 30, 40 oder 50 unterscheiden sich von regulären Ausgaben durch die Aufmachung (z. B. Digipak oder Pappschuber), drei statt zwei CDs oder ein Poster oder Sticker als Zugabe:
- Der Ausgabe 10 war, in limitierter Auflage und in einer gesonderten Hülle verpackt, die CD "Timemaster" mit frühen Techno- und Trance-Klassikern in einem Pappschuber beigelegt.
- Die Ausgaben 20, 21 und 22 sind in einem Doppel-Jewelcase und enthalten zusätzlich eine Mix-CD.
- Der Ausgabe 30 lag ein Sticker bei. Der Ausgabe 25 lag ebenfalls ein Sticker bei.
- Die Ausgabe 40 wurde in einem Digipak veröffentlicht und enthielt zudem ein Poster.
- Die Jubiläumsausgaben 50, 55 (15-jähriges Bestehen der Serie) und 60 enthalten eine dritte CD mit zusätzlichen Tracks. Es sind jeweils zwei Jewelcases im Pappschuber.
- Die Ausgabe 67 befindet sich in einem Digipak.
- Die Ausgabe 75 ist die Jubiläumsausgabe – 20 Jahre / 1992–2012. Sie erschien am 13. Januar 2012.

## Coverdesign
Das Coverartwork der meisten Ausgaben stammt von dem Grafiker Kowalkowski.
Von Ausgabe 58 bis 66 wurde das Coverdesign von C. Adam übernommen, seit Ausgabe 67 bis Ausgabe 71 wieder von Kowalkowski. Seit Ausgabe 72 dann wieder von C. Adam.